# Parasmittina contraria
Parasmittina contraria is een mosdiertjessoort uit de familie van de Smittinidae. De wetenschappelijke naam van de soort is voor het eerst geldig gepubliceerd in 1992 door Seo.